# Charles Haberkorn
Charles Haberkorn (ur. 16 listopada 1880 na terenie dzisiejszej Badenii-Wirtembergii, zm. w listopadzie 1966 w Saint Louis) – amerykański przeciągacz liny i zapaśnik, brązowy medalista igrzysk olimpijskich.
Był zawodnikiem klubu Southwest Turnverein z Saint Louis, który podczas igrzysk olimpijskich 1904 wystawił dwie pięcioosobowe drużyny w przeciąganiu liny. Haberkorn jako reprezentant drugiego zespołu zdobył brązowy medal po porażce w pojedynku o 2. miejsce z pierwszym zespołem klubu z Saint Louis i wygranej rywalizacji o 3. miejsce z zawodnikami klubu New York Athletic Club. Rywalizował także w zapasach. W kategorii wagi lekkiej w stylu wolnym, odpadł po przegranej w ćwierćfinale z Albertem Zirkelem.